# Combate del río Paraná
El Combate del río Paraná tuvo lugar el 4 de agosto de 1812 cuando corsarios realistas españoles fueron atacados por un piquete embarcado del Regimiento de Patricios en las cercanías de La Bajada, actual Ciudad de Paraná, en la Provincia de Entre Ríos. Las fuerzas de las Provincias Unidas del Río de la Plata lograron recuperar barcos paraguayos capturados por los corsarios procedentes de Montevideo. 
El combate fue un episodio de la Guerra de Independencia de la Argentina como parte de las acciones defensivas de las poblaciones ribereñas del sur de la región Litoral argentina que eran atacadas por los corsarios.

## Antecedentes
Al producirse la Revolución de Mayo de 1810 los barcos que formaban parte del Apostadero Naval del Río de la Plata quedaron bajo control realista en Montevideo, lo que les permitía tener el control de los ríos de la Plata, Paraná y Uruguay. Para contrarrestar esa situación, la Junta de Buenos Aires creó una pequeña escuadrilla de 3 barcos al mando de Juan Bautista Azopardo y la envió a auxiliar a Manuel Belgrano en el Paraguay. La escuadrilla patriota fue destruida en el Combate de San Nicolás el 2 de marzo de 1811, permitiendo al virrey Francisco Javier de Elío decretar el corso fluvial el 23 de marzo de 1811. Los corsarios realistas realizaron saqueos y depredaciones en las costas de Santa Fe, Buenos Aires y Entre Ríos, chocando en diversos combates con milicias locales.

## Batería del Paso del Rey
Las baterías instaladas en 1812 por Manuel Belgrano, en Rosario y a su frente en una isla, fueron desmanteladas en julio de 1812 para ser reinstaladas en Santa Fe y en el Paso del Rey, ubicado en la Punta Gorda (actual Diamante). El alférez de artillería Francisco Portillo fue encargado de la batería de Paso de Rey, que se estaba construyendo cuando el 27 de julio los corsarios capturaron una balandra que transportaba desde Rosario útiles para la construcción de la batería. 
Uno de los botes corsarios fue avistado cuando en una noche tormentosa lograba pasar aguas arriba de la batería en construcción, por lo que el comandante de Paraná, José Ortiz, envió a Paso del Rey 50 milicianos de una compañía recientemente creada en La Bajada, para reforzar el lugar. El 1 de agosto un grupo de prisioneros dejados en libertad por los corsarios dio aviso de que además del bote habían logrado pasar el Paso del Rey dos balandras, las cuales habían capturado 5 buques paraguayos en la boca del río Santa Fe el día anterior.

## Captura de barcos paraguayos
El 31 de julio de 1812 cuatro buques corsarios realistas interceptaron en la boca del río Santa Fe una goleta procedente del Paraguay que transportaba al capitán Rafael Antonio de la Mora y a Ignacio Olazar. Pese a que la goleta ofreció resistencia, muriendo muchos tripulantes de ambos bandos, fue capturada junto a 2 barcos que transportaban a Buenos Aires tabaco y yerba mate. El teniente gobernador de Santa Fe, Juan Antonio Pereyra, despachó inmediatamente soldados de la Compañía de Blandengues de la ciudad en busca de los corsarios. 

## Recuperación de los barcos
El 1 de agosto Ortiz solicitó al comandante del Regimiento N° 8 que se hallaba en La Bajada, Gregorio Perdriel, que lo auxiliase con tropas para equipar la sumaca Dolores (barco también llamado El Jabonero) que se hallaba destacado en Paso del Rey, armado con dos piezas de a ocho, y así atacar a los corsarios. Perdriel envió ese mismo día al sargento mayor Benito Álvarez con 80 hombres del Cuerpo de Patricios hacia Paso del Rey, embarcándose junto con milicianos el día 3 de agosto.
El 4 de agosto Álvarez atacó al bote armado corsario, recuperando los barcos paraguayos, entre ellos el bergantín El Pájaro, aunque el bote corsario logró escapar. 

Pongo en noticia, de vmd. como, oi á las 7 de la mañana, an sido apresados los Barcos, q.e nos avian tomado los Marinos, aviendose, escapado, el Corsario, con 16 onbres, rio arriba, por nuestra parte no avido desgracia alguna, y de ellos, uno muerto, dos qe se tiraron á la ysla, y tres prisioneros, el Corsario nos persuadimos Bengan á caer en manos de los Blandengues, los Barcos los tenemos á la vista.—

Me comunicará vmd sus órdenes sobre si dichos Barcos deven pasar á esa, oseande mantener en este punto.—

Dios, gue avmd ms. as.—

Paraná Agto. 4 de 1812— Jph Ortiz. Sor Comandte y Teniente Governador de la Ciudad. de Sta. Fee.
Parte de José Ortiz.

El bergantín El Pájaro y los otros 4 barcos paraguayos apresados, junto con la goleta Nuestra Señora del Carmen, también paraguaya y quitada a los corsarios en 1811, fueron devueltos al Paraguay y a sus propietarios por orden de la Asamblea del Año XIII, luego de un pleito conocido como cuestión de las represas.